# Olaudah Equiano

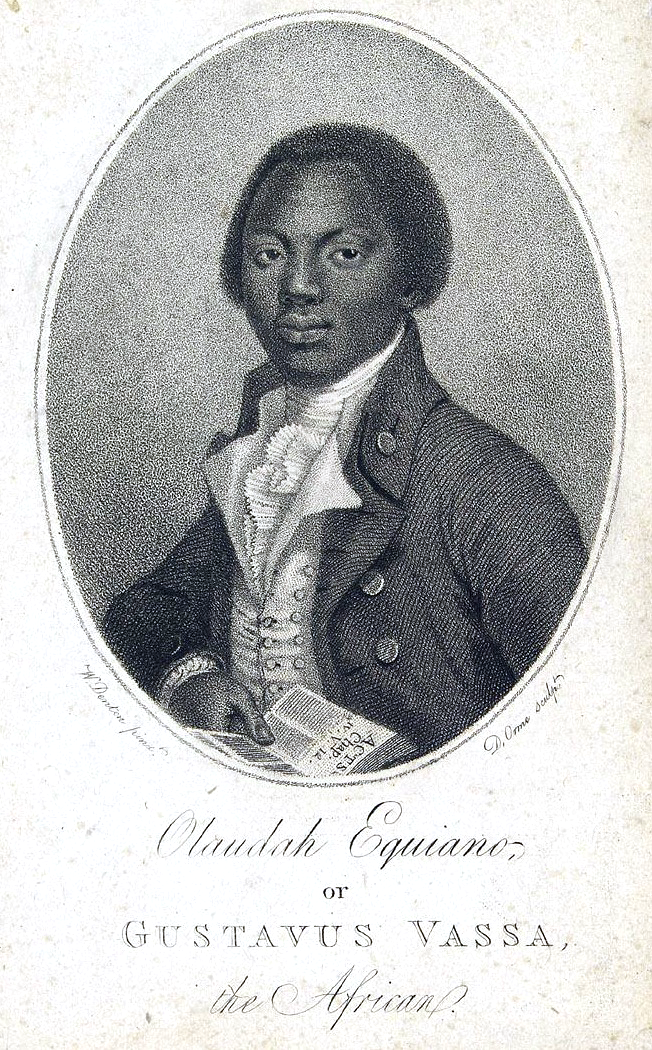
Olaudah Equiano

Olaudah Equiano (alias Gustavo Vassa oder Gustavus Vassa) (* um 1745 in Essaka bei Igbo, Königreich Benin, heute Nigeria; † 31. März 1797 in Middlesex, England) war ein Sklave und späterer Abolitionist, Kämpfer für das Verbot des Sklavenhandels und Verfasser einer seinerzeit sehr berühmten Autobiographie, die erstmals 1789 erschienen. Es war eine der ersten Publikationen eines Schwarzen über seine  Erfahrungen mit dem Transatlantischen Sklavenhandel und der Sklaverei.

## Leben und Wirken
Equiano kam aus einer angesehenen Familie der Igbo mit sechs Kindern, sein Vater war Dorfältester, und sie besaßen Sklaven. Sie wohnten in einem Dorf am Niger im Königreich Benin, das heute im Südosten Nigerias liegt. Als die zwei jüngsten Kinder alleine Zuhause waren, wurde er zusammen mit seiner Schwester als etwa zehnjähriger Junge von Sklavenjägern, zwei Männern und einer Frau, gefangen und nur nach einigen Tagen von seiner Schwester getrennt. Er wurde an die Küste transportiert und dort an Sklavenhändler verkauft.
Equiano überstand eine grauenvolle Überfahrt (englisch: middle passage) inmitten kranker, lebensmüder, vergewaltigter und schreiender Sklaven und landete auf der Westindischen Insel Barbados. Der Junge erhielt den Namen Michael, ging von Hand zu Hand und kam nach kurzer Zeit in die englische Kolonie Virginia zu einem Tabak−Plantagenbesitzer namens Campbell, der ihn Jacob nannte und ihn 1756 für etwa 35 Pfund wiederum an seinen Handelspartner und englischen Marineoffizier namens Michael Henry Pascal († 1786) verkaufte. Dieser gab ihm nach dem schwedischen König Gustav Vasa den Namen Gustavus Vassa, den er zuerst ablehnte, danach aber als Vorbild der Freiheit akzeptierte. Als persönlicher Diener nahm er von 1757 bis 1762 am Siebenjährigen Krieg in Amerika teil, wobei Pascal auf verschiedenen Schiffen der Marine als Offizier Dienst tat. Da Equiano Frostbeulen und Pocken hatte, musste er monatelang im St. George’s Hospital am Hyde Park Corner in London behandelt werden, und er lebte danach teilweise bei der Familie Guerin, Verwandten von Pascal, die ihm Lesen und Schreiben beibrachten, in der Bibel unterwiesen und ihn vom christlichen Glauben überzeugten. So wurde er am 27. Februar 1759 in der St. Margaret’s Church in Westminster Abbey, London, getauft, die Kinder Elizabeth Martha (* 1721) und Maynard Peter Guerin (1726–1760) waren seine Taufzeugen.
1762 wurde er von Pascal an den Kapitän Paul Doran verkauft, der ihn an einen Plantagenbesitzer und erfolgreichen Händler weiterverkaufte, und er kam wieder auf die Westindischen Inseln zurück. Durch Einnahmen aus seinem eigenen Kleinhandel mit Früchten und Gefäßen konnte er sich 1766 hier selbst für 40 Pfund freikaufen (englisch: redemption), aber er blieb bei seinem ehemaligen Sklavenhalter, dem Quäker Robert King in Montserrat, der ihn gut behandelte und ihm viel zutraute.
Von 1767 bis 1773 arbeitete er auf verschiedenen Handelsschiffen und machte Reisen in das Mittelmeer und auf die Westindischen Inseln. Während dieser Zeit fand 1768 ein Sklavenaufstand in Montserrat statt. 1773 nahm er an einer Forschungsreise in die Arktis teil, um einen Weg nach Indien zu finden. 1774 versuchte er erfolglos seinen Freund John Annis vor seinem rachsüchtigen Besitzer zu retten, der dann an den ihm zugefügten Verletzungen starb. Durch eine Vision wurde er weiter vom christlichen Gedanken überzeugt, und er wurde Methodist.
Von 1775 bis 1776 half er seinem Freund und früheren Arbeitgeber Dr. Charles Irving bei der Einrichtung einer Plantage in Zentralamerika, auch um die Indianer zu christianisieren. Hier wurde ihm klar, dass sich das Sklavenhaltersystem nicht verbessern ließe. Mit seinem afrikanischen Freund Quobna Ottobah Cugoano wurde er zum aktiven Kämpfer für ein Verbot des Handels mit Menschen, von dem erhofft wurde, das System mit der Zeit zum Verschwinden zu bringen.
1776 oder 1777 kehrte er nach England zurück, und er fand Anschluss an die Abolitionistenbewegung um Granville Sharp, die sich dem Kampf gegen den Sklavenhandel widmete. 1784 segelte er nach New York und ein Jahr später nach Philadelphia. Er konzentrierte seine Arbeit nun auf drei Bereiche:
1. ein Projekt zur Rückkehr von Sklaven nach Afrika (Sierra Leone, 1787).
2. Kampf in der Bewegung zur Aufhebung des Sklavenhandels, der sogenannten (Abolition).
3. seine Autobiographie.[7]

1787 war er Mitbegründer von Sons of Africa (deutsch: Söhne Afrikas), der ersten politischen Organisation für Schwarze in England. Seine Autobiographie schrieb er 1788 in London an der Tottenham Street 37, die 1789 erschien und schnell eine große Beachtung und Verbreitung fand. Bereits 1790 wurde sie ins Niederländische übersetzt; die englische Version wurde 1791 für Nordamerika in New York gedruckt, und 1792 erschien eine erste deutsche Ausgabe. Dieses Werk brachte ihm einen gewissen Wohlstand, und er führte danach ein weitgehend bürgerliches Dasein bis zu seinem Tod am 31. März 1797.

## Familie
Am 7. April 1792 heiratete Equiano die aus Schottland stammende Engländerin Susannah Cullen in der St. Andrew’s Church in Soham, nachdem er sie 1789 auf seiner Tour zur Vermarktung seiner Autobiographie kennengelernt hatte. Am 16. Oktober 1793 wurde ihre erste Tochter Ann Mary geboren. Am 11. April 1795 wurde Joanna, die zweite Tochter, geboren und am 29. April in der St. Andrew’s Church getauft. Seine Frau starb nach langer Krankheit 1796, und die Tochter Ann Mary am 21. Juli 1797. Die überlebende Tochter Joanna (1795–1857) erbte von ihm ein ansehnliches Vermögen von etwa 950 Pfund, das ihr an ihrem 21. Geburtstag übergeben wurde. Sie heiratete später einen Pastor, blieb jedoch kinderlos.

## Ehrungen und Rezeption
The Interesting Narrative of the Life of Olaudah Equiano or Gustavus Vassa the African wurde im 19. Jahrhundert zum Vorbild für zahlreiche Memoiren und Lebensgeschichten von (befreiten) Sklaven.
Die Lebensgeschichte Equianos, so wie in seiner Autobiographie dargestellt, wurde vom Englischprofessor der Universität von Maryland, Vincent Carretta, ausführlich untersucht und im Jahr 2005 als Buch veröffentlicht. Er bezweifelte Equianos afrikanische Herkunft. Er unterstellte ihm, seine Geburt in Afrika und sein Überleben während der Überfahrt frei erfunden zu haben, nicht nur um mehr Bücher zu verkaufen, sondern auch, um der Bewegung gegen den Sklavenhandel Antrieb zu verleihen.
Im Jahr 2007, zweihundert Jahre nach dem Akt zur Beendigung des transatlantischen Sklavenhandels, wurde eine Bronzeskulptur von Christy Symington im International Slavery Museum in Liverpool aufgestellt. Im gleichen Museum liegt auch die sechste Ausgabe seiner berühmten Autobiographie aus.

## Schriften

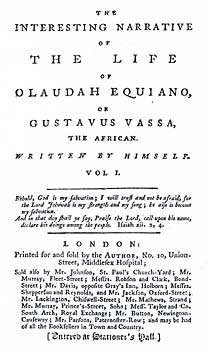
Autobiographie

- The Interesting Narrative of the Life of Olaudah Equiano or Gustavus Vassa the African, written by himself, 1789; 9. Auflage im Selbstverlag, London 1794, OCLC 470255901.

Moderne Ausgabe:
- The Interesting Narrative and Other Writings. Edited with an Introduction and Notes by Vincent Carretta. Penguin Books, New York 1995, ISBN 0-14-043485-2.

Auf Deutsch veröffentlicht:
- Merkwürdige Lebensgeschichte des Sklaven Olaudah Equiano, von ihm selbst veröffentlicht im Jahre 1789. 1792[17]; Insel Verlag, Frankfurt am Main 1990, ISBN 3-458-16073-6.
- Die interessante Erzählung vom Leben des Olaudah Equiano, oder Gustavus Vassa, dem Afrikaner. Von ihm selbst verfasst, übersetzt und kommentiert von Philipp Hanke, Selbstverlag 2025.[18]